# 人工晶状体
人工晶状体（Intraocular lens, IOL）又称人工水晶體，或直译眼內透鏡，是一种植入眼内的人工透镜，通常作为一种屈光手术，属于治疗白内障或矫正其他视力问题的一部分（如近视和远视）。人工晶状体可取代天然晶状体的作用，或与其协同作用。如果天然晶状体留在眼内，则称为有晶状体眼（phakic）IOL，否则称为人工晶状体眼（pseudophakic）IOL，此两种IOL都设计成具有与天然晶状体相同的光聚焦功能。IOL可替代LASIK矫正屈光不正，但LASIK不能替代IOL治疗白内障。
第一枚人工晶状体由John Pike、John Holt和Hardold Ridley共同设计，于1949年11月29日，Ridley医生在英國伦敦St.Thomas医院为病人植入首枚人工晶状体。
在二次大战中，科學家观察到某些受伤的飞行员眼中有玻璃碎片，却没有引起明显的、持续的炎症反应，于是想到玻璃或者一些高分子有机材料可以在眼内保持稳定，由此发明了人工晶状体。
人工晶状体的形态，通常是由一个圆形光学部（optic）和周边的支撑袢（haptic）组成，光学部的直径一般在5.5-6mm左右，这是因为，在夜间或暗光下，人的瞳孔会放大，直径可以达到6mm左右，而过大的人工晶状体在制造或者手术中都有一定的困难，因此主要生产厂商都使用5.5-6mm的光学部直径。支撑袢的作用是固定人工晶状体，形态很多，基本的可以是两个C型的线装支撑袢。
台灣衛生福利部表示，一般功能人工水晶體（非特殊功能人工水晶體）具有良好的長期穩定性，且經台灣眼科醫師長達二十年的使用經驗，已足敷百分之九十以上白內障病患使用。特殊功能人工水晶體主要有單焦非球面人工晶體、矯正散光人工晶體及矯正老花的多焦點人工晶體。

### 延伸閱讀
- . 衛生福利部中央健康保險署. 2016-10-01  [2018-04-10]. （原始内容存档于2019-05-13） （中文）.
- 人工水晶體-臺大醫院